# Clubiona dysderiformis
Clubiona dysderiformis là một loài nhện trong họ Clubionidae.
Loài này thuộc chi Clubiona. Clubiona dysderiformis được Félix Édouard Guérin-Méneville miêu tả năm 1838.